# Бокім Вудбайн
Бокім Вудбайн (англ. Bokeem Woodbine; нар. 13 квітня 1973) — американський актор кіно та телебачення.

## Особисте життя
Вудбайн народився в Гарлем,  Нью-Йорку, де його мати була актрисою. Він закінчив престижну Далтонську школу до того, як перевівся в престижну «Середню школу Fiorello H. LaGuardia» в місті.

## Кар'єра
За підтримки своєї матері-актриси, Вудбайн пішов у шоу-біз у 19 років як дублер у режисерському дебюті Ернеста Р. Дікерсона, класичному хіп-хоп фільмі «Сік» (1992) з Тупаком Шакуром та Омаром Епсом у головних ролях. Наступного року він зробив свій акторський дебют на телебаченні у серіалі "Любов без кордонів" на каналі "CBS". Його поява була помічена режисером кастингу Джекі Браун-Карманом, який пізніше рекомендував Форесту Уітакеру за режисерську роботу останнього, «На мілині» (HBO, 1993), в якому він знявся разом із Майклом Біном.

## Фільмографія

### Фільми
| Рік  |   | Українська назва                    | Оригінальна назва                             | Роль                  |
| ---- | - | ----------------------------------- | --------------------------------------------- | --------------------- |
| 1994 | ф |                                     | Crooklyn                                      | Річард                |
| 1994 | ф |                                     | Jason's Lyric                                 | Джошуа                |
| 1995 | ф | Пантера                             | Panther                                       | Клеон                 |
| 1995 | ф | Мертві президенти                   | Dead Presidents                               | Клеон                 |
| 1996 | ф | Шосе                                | Freeway                                       | Чоппер Вуд            |
| 1996 | ф | Скеля                               | The Rock                                      | сержант Крісп         |
| 1997 | ф | Заблокований                        | Gridlock'd                                    | Мад                   |
| 1998 | ф | Наздогнати                          | Caught Up                                     | Деріл                 |
| 1998 | ф | Велика справа                       | The Big Hit                                   | Кранч                 |
| 1998 | ф | Майже герой                         | Almost Heroes                                 | Джона                 |
| 1999 | в | Виконавець бажань 2: Зло безсмертне | Wishmaster 2: Evil Never Dies                 | Фарралон              |
| 1999 | ф | Життя                               | Life                                          | Can not Get Right     |
| 1999 | ф |                                     | The Runner                                    | 477                   |
| 1999 | ф |                                     | It's the Rage                                 | Еджі                  |
| 2001 | ф | 3000 миль до Грейсленда             | 3000 Miles to Graceland                       | Франклін              |
| 2001 | ф |                                     | The Breed                                     | агент ФБР Стів Грант  |
| 2002 | в | Снайпер 2                           | Sniper 2                                      | Джейк Коул            |
| 2004 | ф | Рей                                 | Ray                                           | Ньюмен                |
| 2005 | ф | Едмонд                              | Edmond                                        | арештант              |
| 2009 | ф | М'ясник                             | Devil                                         | Чайнатаун Піт         |
| 2010 | ф | Диявол                              | Devil                                         | Бен                   |
| 2010 | ф | Перейти межу                        | Across the Line: The Exodus of Charlie Wright | Бен                   |
| 2012 | ф | Згадати все                         | Total Recall                                  | Гаррі                 |
| 2013 | ф | Гостя                               | The Host                                      | Нейт                  |
| 2013 | ф | Ріддік                              | Riddick                                       | Мосс                  |
| 2014 | в | Морпіхи 2: Поле вогню               | Jarhead 2: Field of Fire                      | Денні Кеттнер         |
| 2014 | ф | Янгол-охоронець                     | L'Ange Gardien                                | детектив Джексон      |
| 2015 | ф | Нічна бригада                       | The Night Crew                                | Креншоу               |
| 2017 | ф | Людина-павук: Повернення додому     | Spider-Man: Homecoming                        | Джексон Брайс / Шокер |
| 2018 | ф | Клуб молодих мільярдерів            | Billionaire Boys Club                         | Тім Пітт              |
| 2018 | ф | Оверлорд                            | Overlord                                      | сержант Ренсін        |
| 2019 | ф | У тіні Місяця                       | In the Shadow of the Moon                     | Вінстон Меддокс       |
| 2019 | ф |                                     | Queen & Slim                                  | Ерл                   |
| 2020 | ф |                                     | Spenser Confidential                          | Дріскол               |
| 2021 | ф | Мисливці на привидів: З того світу  | Ghostbusters: Afterlife                       | шериф Домінго         |
| 2022 | ф | Перевірка                           | The Inspection                                | Ліланд Лавс           |
| 2023 | ф |                                     | Earth Mama                                    | Пол                   |
| 2023 | ф | Літні татусі                        | Old Dads                                      | Майк Річардс          |

### Телебачення
| Рік       |    | Українська назва                 | Оригінальна назва            | Роль                                           |
| --------- | -- | -------------------------------- | ---------------------------- | ---------------------------------------------- |
| 1993      | с  |                                  | CBS Schoolbreak Special      | Стів Ньюберг (Епізод: "Love Off Limits")       |
| 1993      | тф |                                  | Strapped                     | Дікен Мітчелл                                  |
| 1995      | с  | Цілком таємно                    | The X-Files                  | Саймон Рок (Епізод: "The List")                |
| 1997      | с  |                                  | New York Undercover          | бандит (Епізод: "No Place Like Hell")          |
| 1999      | с  | Клан Сопрано                     | The Sopranos                 | Масивний Геній (Епізод: "A Hit Is a Hit")      |
| 2000      | тф | Жертвопринесення                 | Sacrifice                    | агент Готфрід                                  |
| 2000      | с  |                                  | Battery Park                 | детектив Дерек Фінлі (6 епізодів)              |
| 2002      | тф |                                  | R.U.S./H.                    | T-Bone                                         |
| 2004      | с  | CSI: Маямі                       | CSI: Miami                   | Байрон Міддлбрук / B-Slick (Епізод: "Pro Per") |
| 2005      | с  | Кістки                           | Bones                        | Рендалл Холл (Епізод: "The Man in the Wall")   |
| 2006      | с  |                                  | The Evidence                 | Чаз Робертс (Епізод: "Stringers")              |
| 2006      | с  | Блейд                            | Blade: The Series            | Steppin' Razor (2 епізоди)                     |
| 2007      | с  | Акула                            | Shark                        | Віллі Тарвер (Епізод: "The Wrath of Khan")     |
| 2007      | с  | Закон і порядок: Злочинні наміри | Law & Order: Criminal Intent | Гордон «G-Man» Томас (Епізод: "Flipped")       |
| 2007—2010 | с  | Врятувати Грейс                  | Saving Grace                 | Леон Кулі (28 епізодів)                        |
| 2011—2012 | с  | Південна територія               | Southland                    | офіцер Джонс (5 епізодів)                      |
| 2015      | с  | Батл Крік                        | Battle Creek                 | Девін (Епізод: "Old Wounds")                   |
| 2015      | с  | Поліція Чикаго                   | Chicago P.D.                 | Дерек Кіз (Епізод: "Life Is Fluid")            |
| 2015—2020 | с  | Фарґо                            | Fargo                        | Майк Мілліган (11 епізодів)                    |
| 2016      | с  | П'яна історія                    | Drunk History                | Джордж Вашингтон (Епізод: "Hamilton")          |
| 2018      | с  |                                  | Unsolved                     | офіцер Дарін Дюпрі (10 епізодів)               |
| 2019—2023 | с  |                                  | Wu-Tang: An American Saga    | Джером (7 епізодів)                            |
| 2022—2024 | с  | Halo                             | Halo                         | Сорен-066 (17 епізодів)                        |
| 2024      | с  | Ріплі                            | Ripley                       | Алвін Мак-Карон (2 епізоди)                    |

### Відеоігри
| Рік  |    | Українська назва | Оригінальна назва | Роль |
| ---- | -- | ---------------- | ----------------- | ---- |
| 2013 | вг | Payday 2         | Payday 2          | Слон |